# Kátya Tompos
Kátya Tompos (ur. 13 marca 1983 w Budapeszcie, zm. 31 maja 2024) – węgierska piosenkarka i aktorka.
Od 2008 związana z Teatrem Narodowym w Budapeszcie. W 2009 roku miała reprezentować Węgry na Konkursie Piosenki Eurowizji z piosenką Magányos csónak, 10 lutego 2009 poinformowała jednak, że rezygnuje z wyjazdu na festiwal z powodu zobowiązań aktorskich.

## Filmografia
- Köntörfalak (2010) – Eszti
- Poligamy (2009) – Lilla
- Valami Amerika 2 (2008) – Vivi
- Kire ütött ez a gyerek? (2007) – Borinka
- Bianco (2006)
- Régimódi történet (2006) – Kislenke
- A gyertyák csonkig égnek (2005)
- Melletted (2005)
- Szerelem meg hal (2003) – Hajnal